# Кирши
Кирши (фр. Curchy) насеље је и општина у североисточној Француској у региону Пикардија, у департману Сома која припада префектури Мондидје.
По подацима из 2011. године у општини је живело 315 становника, а густина насељености је износила 32,71 становника/km². Општина се простире на површини од 9,63 km². Налази се на средњој надморској висини од 85 метара (максималној 88 m, а минималној 62 m).

## Демографија
| 1962. | 1968. | 1975. | 1982. | 1990. | 1999. | 2011. |
| ----- | ----- | ----- | ----- | ----- | ----- | ----- |
| 321   | 358   | 314   | 300   | 302   | 297   | 315   |

График промене броја становника у току последњих година